# Dolichomitus atratus
Dolichomitus atratus là một loài tò vò trong họ Ichneumonidae.